# Kap Verde i olympiska sommarspelen 2016
Kap Verde deltog i olympiska sommarspelen 2016 som ägde rum i Rio de Janeiro i Brasilien mellan den 5 och den 21 augusti 2016. Det var den sjätte gången nationen deltog i sommarspelen sedan debuten 1996. Ingen av landets deltagare erövrade någon medalj.
Comité Olímpico Caboverdeano skickade sin hittills största trupp med fem deltagare i fyra sporter. Tre av dessa hade kvalat in på egna meriter, ett rekordantal då Kap Verde historiskt deltagit i olympiska spelen med två eller tre deltagare och de flesta av dessa blivit inbjudna.
Utöver de fem idrottarna bestod truppen även av fem tränare, en läkare, två sjukgymnaster, tre journalister och delegationens Chef de Mission.

## Boxning
Kap Verde representerades i boxningen av Davilson Morais. Han var den ende i landets trupp som inte hade dubbla medborgarskap och bodde i USA. Morais van en av tre afrikanska boxare i supertungviktsklassen som kvalificerade sig vid de afrikanska kvaltävlingarna.
| Idrottare       | Gren          | Sextondelsfinal      | Åttondelsfinal       | Kvartsfinal          | Semifinal            | Återkval             | Bronsmatch/Final     | Bronsmatch/Final |
| Idrottare       | Gren          | Motståndare Resultat | Motståndare Resultat | Motståndare Resultat | Motståndare Resultat | Motståndare Resultat | Motståndare Resultat | Placering        |
| --------------- | ------------- | -------------------- | -------------------- | -------------------- | -------------------- | -------------------- | -------------------- | ---------------- |
| Davilson Morais | Supertungvikt | Bye                  | Joyce (GBR) L TKO    | Gick inte vidare     | Gick inte vidare     | Gick inte vidare     | Gick inte vidare     | Gick inte vidare |

## Friidrott
I friidrotten tävlade två löpare för Kap Verde. Lidiane Lopes som tidigare deltagit i London 2012 tilldelades ett stipendium för att delta. Jordin Andrade kvalade in genom att komma på en andraplats i 400 meter häck vid NCAAs friidrottsmästerskap 2015. Han hade tidigare representerat USA i Panamerikanska spelen för juniorer 2011 men valde att tävla för Kap Verde i OS. Andrades sjätteplats i semifinalen blev historisk då det var första gången en friidrottare från Kap Verde gått vidare till en semifinal i en olympisk tävling.
Bana och väg
| Idrottare      | Gren                 | Heat     | Heat      | Kvartsfinal      | Kvartsfinal      | Semifinal        | Semifinal        | Final            | Final            |
| Idrottare      | Gren                 | Resultat | Placering | Resultat         | Placering        | Resultat         | Placering        | Resultat         | Placering        |
| -------------- | -------------------- | -------- | --------- | ---------------- | ---------------- | ---------------- | ---------------- | ---------------- | ---------------- |
| Lidiane Lopes  | Damernas 100 m       | 12.38 NR | 4         | Gick inte vidare | Gick inte vidare | Gick inte vidare | Gick inte vidare | Gick inte vidare | Gick inte vidare |
| Jordin Andrade | Herrarnas 400 m häck | 49.35    | 4 q       | i.u.             | i.u.             | 49.32            | 6                | Gick inte vidare | Gick inte vidare |

## Gymnastik
Gymnasten Elyane Boal tilldelades ett wild card för att delta i spelen. Det var tredje gången som Kap Verde deltog i rytmisk gymnastik, de tidigare gångerna var 2004 och 2008.
Rytmisk
| Idrottare   | Gren         | Kval  | Kval     | Kval   | Kval  | Kval   | Kval      | Final            | Final            | Final            | Final            | Final            | Final            |
| Idrottare   | Gren         | Boll  | Tunnband | Käglor | Band  | Totalt | Placering | Boll             | Tunnband         | Käglor           | Band             | Totalt           | Placering        |
| ----------- | ------------ | ----- | -------- | ------ | ----- | ------ | --------- | ---------------- | ---------------- | ---------------- | ---------------- | ---------------- | ---------------- |
| Elyane Boal | Individuellt | 9.833 | 10.033   | 9.991  | 8.783 | 38.640 | 26        | Gick inte vidare | Gick inte vidare | Gick inte vidare | Gick inte vidare | Gick inte vidare | Gick inte vidare |

## Taekwondo
Kap Verde var för första gången representerat i taekwondo vid ett olympiskt spel. Maria Andrade säkrade sin plats i turneringen genom att komma på en andraplats i den afrikanska kvalturneringen. Hon åkte dock ut i första omgången där hon mötte bronsmedaljören Panipak Wongpattanakit från Thailand.
| Idrottare     | Gren   | Sextondelsfinal             | Kvartsfinal          | Semifinal            | Återkval             | Bronsmatch/Final     | Bronsmatch/Final |
| Idrottare     | Gren   | Motståndare Resultat        | Motståndare Resultat | Motståndare Resultat | Motståndare Resultat | Motståndare Resultat | Placering        |
| ------------- | ------ | --------------------------- | -------------------- | -------------------- | -------------------- | -------------------- | ---------------- |
| Maria Andrade | −49 kg | Wongpattanakit (THA) L 6–18 | Gick inte vidare     | Gick inte vidare     | Gick inte vidare     | Gick inte vidare     | Gick inte vidare |